# Charisma Records
La Charisma Records è stata una casa discografica fondata nel 1969 dall'ex-giornalista e manager artistico Tony Stratton-Smith, il quale la diresse per tutto il periodo di attività.

## Storia
Oltre a pubblicare nel 1969 l'album di debutto dei Rare Bird dal quale in seguito trasse il singolo di successo Sympathy, nel 1970 la Charisma si assicurò due gruppi di rilievo, Genesis e Van der Graaf Generator, conservandoli fino al termine della propria attività. Peter Gabriel, dopo l'uscita dai Genesis, incise per la casa discografica i suoi primi cinque album; altri due membri stabili dei Genesis, Tony Banks e Mike Rutherford, pubblicarono su Charisma i loro album d'esordio come solisti: A Curious Feeling (1979) e Smallcreep's Day (1980) mentre l'ex chitarrista Steve Hackett, oltre al suo debutto Voyage of the Acolyte uscito nel 1975 quando faceva ancora parte del gruppo, continuò a incidere per la Charisma fino al 1982. Il cantante e leader dei Van Der Graaf Generator, Peter Hammill, pubblicò con la casa discografica anche sette album come solista.
Altri artisti e gruppi che, episodicamente o regolarmente, hanno pubblicato dischi per la Charisma sono:
- The Alan Parsons Project: il debutto Tales of Mystery and Imagination - Edgar Allan Poe (1976).
- Audience: Friend's Friend's Friend (1970), The House on the Hill (1971) e Lunch (1972).
- Brand X: i primi cinque album in studio, più un live, dal 1976 al 1980.
- Hawkwind: Astounding Sounds, Amazing Music (1976), Quark, Strangeness and Charm (1977), 25 Years On (1978) e PXR5 (1979).
- Julian Lennon: Valotte (1984), The Secret Value of Daydreaming (1986) e Mr. Jordan (su Charisma solo in italia, 1989).
- Lindisfarne: dal 1970 al 1973, quattro album in studio e un live.
- Monty Python: vari album tra il 1971 e il 1980. Stratton-Smith co-produsse anche due loro film.
- Patrick Moraz: Story Of I (1976), Out in the Sun (1977) e Patrick Moraz (1978)
- The Nice: i due album postumi Five Bridges (1970) ed Elegy, (1971) più la raccolta Autumn '67 - Spring '68 (1972).
- Le Orme: il gruppo italiano pubblicò per la Charisma la versione cantata in inglese, con testi di Peter Hammill, dell'album Felona e Sorona del 1973.
- Refugee: l'unico album in studio, omonimo (1974).
- String Driven Thing: String Driven Thing (1972), The Machine That Cried (1973), Please Mind Your Head (1974) e Keep yer 'and on it (1975).
- Vivian Stanshall: Sir Herny at Rawlinson End (1978) e Teddy Boys Don't Knit (1981)
- Rick Wakeman: gli album 1984 (1981), Cost of Living (1983) e G'olé (1983).

Nel 1983, la Charisma fu acquisita da Virgin ma continuò a pubblicare fino al 1986, quando il marchio venne dismesso, e il catalogo venne acquisito in parte dall'Atlantic Records, che ne curava la distribuzione, e in parte dalla stessa Virgin. Fra le ultime uscite in assoluto, proprio in quell'anno, gli album So di Peter Gabriel e Invisible Touch dei Genesis, entrambi certificati come i maggiori successi commerciali in assoluto sia dei rispettivi artisti che della casa discografica stessa.
Un'altra casa discografica denominata Charisma operò tra il 1990 e il 1992 ma, a parte il nome, non aveva nulla a che fare col marchio di Stratton-Smith.

## L'etichetta del vinile
La prima etichetta della Charisma è nota in inglese anche come pink scroll label, poiché raffigurava su fondo rosa un rotolo dispiegato di pergamena con la scritta The Famous Charisma Label. L'etichetta rosa fu usata in Europa fino a metà del 1972, e negli Stati Uniti fino all'inizio del 1974. Dopo tali date, la grafica fu sostituita da un montaggio di tre illustrazioni di John Tenniel del 1866 per Alice nel Paese delle Meraviglie di Lewis Carroll raffiguranti i personaggi del Cappellaio Matto, del Bianconiglio e del Gatto del Cheshire, rielaborate a colori e sormontate dalla scritta The Famous Charisma Label. Di questa seconda etichetta esistono a loro volta due versioni leggermente differenti nelle proporzioni fra i personaggi. La nuova etichetta fu in seguito utilizzata anche per le ristampe di album anteriori al 1972; le versioni pink scroll di tali album sono perciò divenute nel tempo oggetto di collezione. Sempre a partire dal 1972, il disegno di Tenniel del Cappellaio Matto divenne anche il logo della casa discografica stessa.

Disegni di John Tenniel (1866) riprodotti sull'etichetta dei dischi in vinile Charisma dal 1972 al 1986.
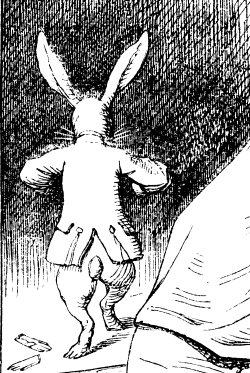
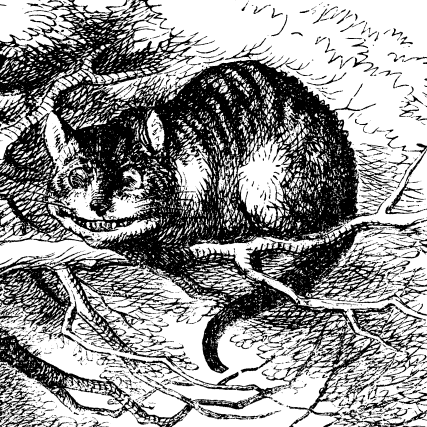

Un'ultima variante dell'etichetta fece infine la sua comparsa su ristampe prodotte negli anni '80: su uno sfondo celeste uniforme campeggiavano il Cappellaio (con l'aggiunta di un microfono), l'ormai consueta dicitura The Famous Charisma Label e, sotto, nuovamente la scritta CHARISMA in blu, molto più grande e con un carattere tipografico differente.
Gli album dei Genesis Seconds Out (1977), Duke (1980), Abacab (1981), Three Sides Live (1982), Genesis (1983) e Invisible Touch (1986) uscirono con etichette ad hoc che richiamavano le immagini di copertina. Il doppio LP The Lamb Lies Down on Broadway (1974), sempre dei Genesis, fu l'unico i cui vinili riportavano i titoli di entrambe le facciate su un solo lato, con la consueta grafica del Cappellaio, mentre l'etichetta sul retro consisteva in una fotografia tratta dalla copertina, senza alcuna scritta.